# Маэ (Индия)
Маэ (фр. Mahé, малаял. മാഹി) или Майязхи (малаял. മയ്യഴി) — город в Индии, в округе Маэ союзной территории Пондичерри.

## История
Во французских документах местное название «Майязхи» сначала записывалось как Mayé или Mahié, но в итоге закрепилось написание Mahé.
Французская Ост-Индская компания приобрела эти земли у раджи Бадагара в 1724 году и возвела на них форт. Затем эти земли были захвачены маратхами, но в 1741 году Бертран Франсуа де Лабурдонне вернул эти земли Франции; и в честь этого события название города «Маэ» было присоединено к его фамилии.
В 1793 году во время войны первой коалиции Маэ был взят британскими войсками под командованием Джеймса Хартли. Возвращён Франции в 1816 году.
После образования независимой Индии во французских колониях на индийском субконтиненте начало шириться движение за объединение с Индией. В июне 1954 года администрация Маэ объявила о присоединении к Индии. Официальный договор о передаче земель бывшей Французской Индии был заключён в мае 1956 года, ратифицирован французским парламентом в мае 1962 года, а обмен ратификационными документами между Францией и Индией состоялся 16 августа 1962 года. С 1 июля 1963 года бывшая Французская Индия стала союзной территорией Пондичерри.